# ПАК біля мису Чауда
Прибережний аквальний комплекс біля мису Чауда (крим. Çavda burnu yanındaki yalı akval kompleksi) — гідрологічна пам'ятка природи місцевого значення, розташована неподалік від села В'язникове Керченського району АР Крим. Створена відповідно до Постанови ВР АРК № 97 від 22 грудня 1972 року.

## Загальні відомості
Землекористувачем пам'ятки є Чаудинське мисливське—господарство товариської організації «ВВОО», площа — 90 гектарів. Розташована за на південному краю Керченського півострова, східний край Феодосійської затоки за кілька кілометрів від села Ярке Керченського району
Охоронна зона пам'ятки природи «Прибережний аквальний комплекс біля мису Чауда» встановлена з метою захисту особливо охоронюваної природної території від несприятливих антропогенних впливів.